# Reforma del Impuesto de Tierras de 1873

Bono de tierra expedido en 1879.

La Reforma del Impuesto de Tierras de 1873 (地租改正 Chisokaisei?) fue una importante restructuración del anterior sistema tributario sobre la tierra, y estableció por primera vez en Japón el derecho a la propiedad privada de la tierra. Impulsada por el Gobierno Meiji, entraría en vigencia a partir de 1873. 

## Anterior sistema de impuestos sobre la tierra
El primer sistema tributario sobre la tierra apareció en Japón durante la Reforma Taika en el año 645, con la adopción del sistema judicial chino conocido en Japón como Ritsuryō (律令国家 ritsuryōkokka?). El sistema anterior era una imitación del sistema tributario de corvea de la Dinastía Tang, o soyōchō system (租庸調 soyōchō?). Bajo el Ritsuryō, los impuestos se pagaban mediante arroz u otras cosechas, y las tarifas tributarias eran determinadas mediante un estudio de las tierras impulsado por Toyotomi Hideyoshi. Este estudio fijaba el impuesto anual de acuerdo al rendimiento de cada terreno, recogiendo el nombre del granjero principal, que pasaba a ser responsable del cumplimiento tributario. El pago también podía recaer como responsabilidad colectiva de todo un pueblo bajo el Sistema Murauke (村請制 Muraukesei?).

## Comunicado de la reforma
El Gobierno Meiji comunicó de manera oficial la reforma del sistema de impuestos sobre la tierra en 1873, como parte de las Ordenanzas del Departamento de Estado (太政官布告 Daijōkan fukoku?). 
Inicialmente, el gobierno ordenó a los granjeros que midiesen de manera individual sus parcelas agrarias, calculasen los impuestos proporcionales y los entregasen a los funcionarios locales de tributo. Sin embargo, rápidamente surgirían los primeros problemas de un sistema tributario basado en la honestidad, cuando el presupuesto de 1874 recogió unos datos de recaudación muy inferiores a los valores estimados.
El Gobierno respondió con la creación de la Secretaría de reforma del impuesto sobre la tierra (地租改正事務局 Chisokaisei jimukyōku?) en 1875, y redobló los esfuerzos para instaurar el nuevo sistema. Una de las primeras decisiones del Chisokaisei jimukyōku fue asignar una cantidad fija de impuestos a entregar por parte de cada prefectura. La secretaría también se encargó de cambiar el valor de tasación de las tierras cuyos valores indicados por los granjeros no alcanzaban el rango deseado. Esto provocó un resentimiento generalizado entre los campesinos, y varias revueltas estallaron por todo el país. En enero de 1877, el gobierno redujo la tasa de impuestos del 3% al 2.5%, en un intento de mitigar el descontento sobre la reforma.  	
El Chisokaisei jimukyōku continuó con su política agresiva hasta 1878, pero el grado de severidad de las leyes fue decreciendo progresivamente, una vez que quedó patente que las cantidades de recaudación necesarios serían cubiertos. El proceso de reforma se daría por finalizado en 1880, siete años después del inicio de las reformas.

## Diferencias con sistemas anteriores
Hasta finales de la Era Edo, los impuestos se pagaban en arroz y cosechas, siendo el contribuyente el propio agricultor. Este sistema tributario se mostró muy inconsistente, con una gran fluctuación en las cantidades recaudadas en las diferentes regiones de Japón. El nuevo régimen tributario sobre la tierra creó un sistema uniforme que cobraba a los propietarios una cantidad fija de dinero en efectivo en función del valor de sus tierras.   
Los cambios principales entre ambos sistemas son los siguientes:
- Las tasas de impuestos eran calculadas como el 3% del valor en efectivo de la tierra según la cantidad potencial de su cosecha, más que en el rendimiento agrícola real.
- Implantación de un sistema de pago en efectivo en sustitución del pago en género.
- El propietario de la tierra, confirmado por la expedición de bonos de tierra, era el contribuyente, en lugar del granjero.
- El sistema se estandarizó en todo Japón.

## Consecuencias

### Estabilización de la recaudación fiscal
El Gobierno logró asegurarse una fuente de ingresos fijos debido a que las tasas estaban fijadas a una tarifa constante contra el valor de la tierra, por lo que la recaudación no fluctuaba con el rendimiento de las cosechas. Los únicos perjudicados por una fluctuación de las cosechas eran los campesinos, que seguían debiendo de hacer frentes a unos impuestos fijos según el valor potencial de su tierra, y no el rendimiento actual. 
La reforma acabó endureciendo las ya de por sí terrible concidiciones de los campesinos, y como resultado, muchas revueltas campesinas se levantaron en armas contra el Gobierno Meiji, incluyendo la Revuelta de Ise (伊勢暴動 Ise bōdō?) y la Revuelta de Makabe (真壁暴動 makabe bōdō?). El descontento también incrementó la popularidad del Movimiento por la libertad y los derechos del pueblo (自由民権運動 jiyūminken'undō?), y ante esta situación, el gobierno decidió reducir las tasas al 2.5% en 1877 ante el temor de nuevas revueltas. 

### Propiedad privada sobre la tierra
La propiedad privada sobre la tierra fue reconocida por primera vez en Japón con la expedición de títulos de tierras. La práctica anterior de propiedad sobre la tierra estaba dictada por las Leyes de ciudadanía pública sobre la tierra pública (公地公民制 Kōchikōminsei?), según las cuales, todas las tierras eran propiedad exclusiva del Emperador. Los campesinos eran meros arrendatarios, trabajando las tierras de sus señores feudales y que a su vez, tomaban prestadas las tierras del Emperador. La reforma abolió este arcaico sistema de propiedad de tierras, y comenzó a permitir a los terratenientes a usar sus propiedades como activo financiero en garantía o para otras inversiones. Estos fueron los primeros pasos hacia el desarrollo del capitalismo en Japón.
Antes de la promulgación de la reforma sobre la tierra, la prohibición unilateral de compra-venta de tierras de labranza fue anulada en 1872, y el uso de bienes inmueble como garantía para préstamos agrarios fue legalizado en 1873.

### Comercio y circulación de divisas
En el sistema antiguo, el arroz y las cosechas recaudadas en cada feuda eran vendidas y distribuidas por mayoristas a través de los almacenes de cada daimyo en Osaka o en Edo. La reforma permitió a los campesinos vender sus cosechas directamente a los mercaderes locales, lo que supuso un gran impulso al comercio japonés.

## Establecimiento de bonos de tierra
Los bonos de tierra (地券 chiken?) comenzaron a ser registrados como resultado de los estudios sobre las tierras implementados por la reforma del impuesto sobre la tierra. Estos bonos crearon un sistema de propiedad de tierras verificable, indicando el contribuyente vinculado a cada terreno, y estableciendo derechos de compra-venta, permitiendo el comercio de bienes raíces y los créditos.
El registro de bonos de tierra fue disuelto en 1889, después de que su función fuese trasferida al Departamento de registro de tierras (地台帳制度 Chidaichō seido?) en 1884. El pago de impuestos fue responsabilidad exclusiva de esta nueva organización hasta 1961. Todas las direcciones, clasificaciones zonales e información de superficie fueron transferidas directamente al Chidaichō seido, por lo que se puede decir que los actuales registros se remontan a esta reforma.
Sin embargo, los datos del registro no son siempre precisos debido a las primitivas técnicas de estudio empleados por los campesinos durante los inicios de la reforma. En esto influyen tanto las limitaciones de tiempo y de personal como los intentos deliberados de evasión de impuestos ("estirar la cuerda" (縄伸び Nawa nobi?) y "encoger la cuerda" (縄縮み Nawa chijimi?)), lo que conlleva imprecisiones en los actuales registros.
- Datos: Q3049252
- Multimedia: Land Tax Reform (Japan 1873) / Q3049252